# Kultura hamburska

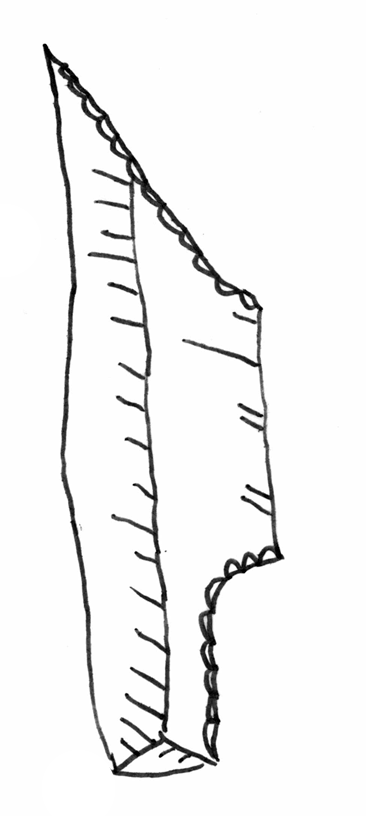
Ostrze hamburskie

Kultura hamburska – kultura archeologiczna paleolitu schyłkowego, która ok. 14 tys. lat p.n.e., jako pierwsza wkroczyła na Niż Środkowoeuropejski. Wydzielona na podstawie znalezisk na stanowisku Meiendorf k. Hamburga. Stanowiła formę kontynuacji kultury magdaleńskiej.
Jej przedstawiciele prowadzili selektywne polowania na renifery przy użyciu łuku. Do charakterystycznych wyrobów kultury hamburskiej należały ostrza z zadziorem, które służyły najpewniej jako groty strzał i oszczepów, oraz asymetryczne przekłuwacze typu Zinken, do oprawiania kości.
Na ziemiach polskich narzędzia kamienne kultury hamburskiej znajdujemy na Dolnym Śląsku i w Wielkopolsce. Największe stanowisko tej kultury na całym Niżu Środkowoeuropejskim odkryto w miejscowości Myszęcin w woj. lubuskim. Prace archeologiczne prowadził mgr Michał Sip z Fundacji Patrimonium z Poznania. Do innych ważnych stanowisk należą:: Olbrachcice, Siedlnica, Liny.